# مقتل عائلة روبرت أينشتاين
وقع مقتل عائلة روبرت أينشتاين، ابن عم ألبرت أينشتاين الحائز على جائزة نوبل، في 3 أغسطس 1944 في رينانو سولارنو بإيطاليا خلال الحرب العالمية الثانية. قبل وقت قصير من انسحابهم من المنطقة، وصل الجنود الألمان إلى مقر إقامة أينشتاين، وأعدموا زوجة روبرت وابنتيه، وأشعلوا النار في المنزل. روبرت، الذي كان مختبئًا في ذلك الوقت، نجا من الأحداث لكنه انتحر بعد أقل من عام، في 13 يوليو 1945.
لم يتم تقديم مرتكبي الجريمة أبدًا إلى العدالة، على الرغم من المحاولات في أوائل عقد 2010 في كل من ألمانيا وإيطاليا للتعرف عليهم. كانت الأحداث أيضًا موضوعًا لفيلم وثائقي ألماني يظهر فيه بنات أخوات أينشتاين اللائي شهدن أحداث عام 1944.